# ويندي فان ديجيك
ويندي فان ديجيك (بالهولندية: Wendy van Dijk)‏ هي مذيعة ومقدمة تلفزيونية وممثلة هولندية، ولدت في 22 يناير 1971 بشمال-هولندا في هولندا.

## وصلات خارجية
- ويندي فان ديجيك على موقع IMDb (الإنجليزية)
- ويندي فان ديجيك على موقع ألو سيني (الفرنسية)
- ويندي فان ديجيك على موقع أول موفي (الإنجليزية)
- ويندي فان ديجيك على موقع قاعدة بيانات الفيلم (الإنجليزية)
- ويندي فان ديجيك على موقع كينوبويسك (الروسية)